# گوست ریور، بخش کنورا
گوست ریور، بخش کنورا (به انگلیسی: Ghost River, Kenora District) یک منطقهٔ مسکونی در کانادا است که در  بخش کنورا،  انتاریو واقع شده‌است.